# Snedlutning

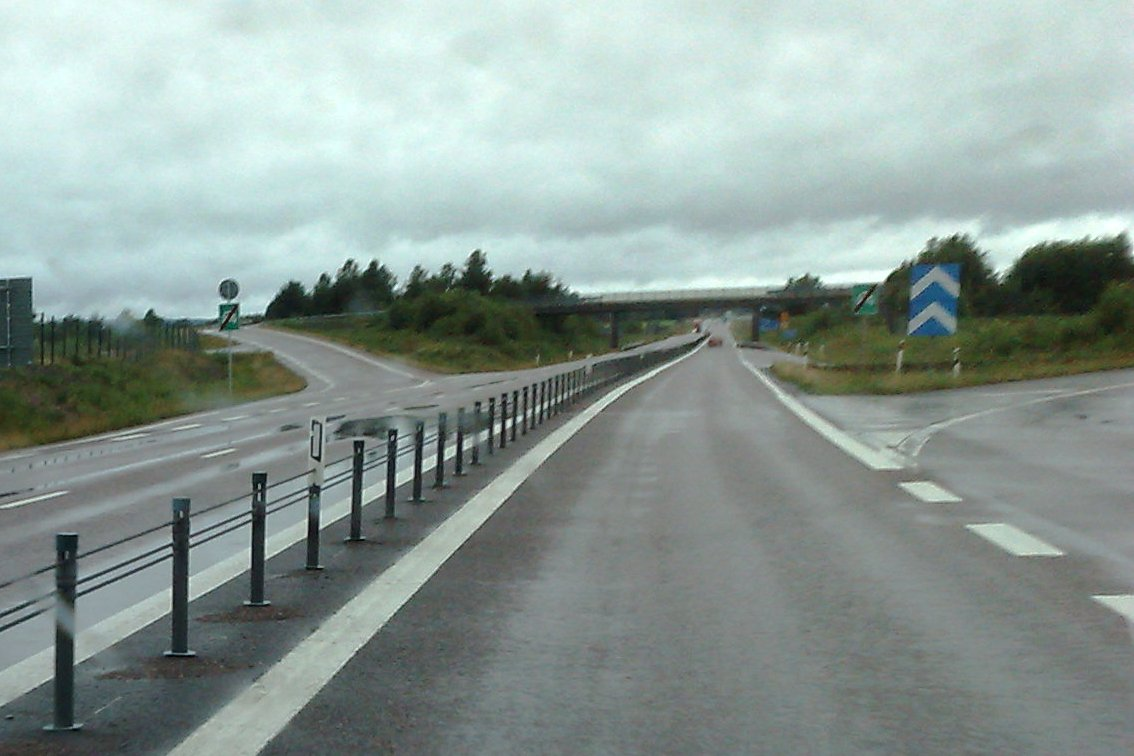
Vattenansamling vid ingång till uppbankad ytterkurva i mötande körfält.

Snedlutning är kombinationen av lutningen i sidled och längs med en väg. Snedlutning (som även kallas resulterande fall) räknas i formella termer som resultant till vägytans tvärfall och längsgående gradient. För att inte vatten och slask (halkrisker) ska bli stående på vägbanan, krävs att snedlutningen är minst 0,5 %. Normalt är snedlutningen minst 1,5 % på gamla vägar och minst 2,5 % på nybyggda vägar, genom vägens tvärfall. I kurvor kan snedlutningen bli över 6 %. Vid in- respektive utgång till ytterkurvor (vänsterkurvor i färdriktningen) kan dock snedlutningen bli farligt nära 0 %, om skevningsövergången placerats i en sektion där vägens längsgående gradient är nära 0 % (vilket den ofta är). Ytterkurvor har därför systematisk risk för låg snedlutning. Detta bidrar till att ytterkurvor är 5–6 gånger farligare än innerkurvor, sett till utfall i dödliga singelolyckor. Låg snedlutning är särskilt farligt vid halt väglag, så som efter underkylt regn, samt i kombination med sidkrafter och bromskrafter. Eftersom sidkrafter och bromskrafter förekommer systematiskt vid kurvtagning bör skevningsövergång med låg snedlutning placeras långt från kurvan. Trafikverket i Sverige skriver angående ett krav infört år 2012 att "Skevningsövergångar ska därför normalt inte placeras på sträckor där längslutningen är mindre än 0,5 %".